# François de Troy

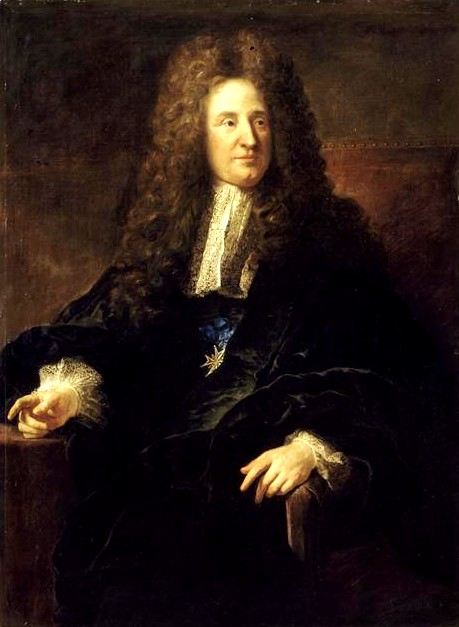
Retrato de Jules Hardouin-Mansart

François de Troy (1645-1730), foi um pintor de retratos francês. É pai do pintor Jean-François de Troy (1679-1752)